# Einengen
Unter Einengen (auch Eindicken) versteht man in der Chemie den Entzug von Lösungsmittel aus einer Lösung. Dadurch steigt die Konzentration der gelösten Stoffe. Es ist damit das Gegenteil der Verdünnung.
Die am häufigsten angewandten Methoden beruhen auf der Verdunstung des Lösungsmittels. Dies kann bei normaler Umgebungstemperatur erfolgen, wobei man die Verdunstungsoberfläche durch ein Aufstellen der Lösung in offenen flachen Gefäßen oder durch einen durchgeleiteten Gasstrom vergrößern kann. Eine weitere Möglichkeit ist das sog. „Abblasen“ der Lösung durch einen auf die Oberfläche der Lösung gerichteten Gasstrom. Hierbei wird bevorzugt reaktionsträger Stickstoff verwendet, da Reaktionen mit der Lösung zu vermeiden sind, um die enthaltenen Stoffe chemisch nicht zu verändern. Soweit der Dampfdruck der gelösten Substanzen dies zulässt, kann die Verdunstung auch durch erhöhte Temperatur beschleunigt werden, im Extremfall durch Sieden der Lösung.
Letzteres wird auch als Ein- oder Abdampfen bezeichnet, hierunter versteht man im Gegensatz zum eigentlichen Einengen das vollständige Entfernen des Lösungsmittels bis zur Trockene. Näheres siehe unter Abdampfen.
Ein klassisches Hilfsmittel zu Einengen ist der Exsikkator, ein dicht verschließbarer und evakuierbarer Glastopf. Auf dem Boden des Exsikkators wird ein Trocknungsmittel eingebracht, das eine große Affinität zum Lösungsmittel zeigt und dessen Dampf absorbiert. Über einem Tragegitter wird in einer Schale die Lösung aufgestellt und der Exsikkator verschlossen und ggf. ausgepumpt.
Eine apparativ aufwendigere Methode ist die Einengung im Rotationsverdampfer, bei dem die Oberfläche durch eine Rotation der Lösung mit dem Gefäß vergrößert wird, die Temperatur gezielt durch ein Wasserbad für das Rotationsgefäß eingestellt werden kann und das verdunstete Lösungsmittel durch Unterdruck abgezogen und durch einen Kühler ausdestilliert wird.
Mit diesen Methoden ist ein Einengen nur möglich, wenn die gelöste Substanz einen deutlich geringeren Dampfdruck zeigt, als das Lösungsmittel. Im Exsikkator kann ein geeignetes selektives Absorptionsmittel auch zu einer allerdings nicht verlustfreien Einengung von Lösungen flüchtiger Substanzen verhelfen.
Eine moderne Methode ist die Ultrafiltration und die Umkehrosmose an semipermeablen Membranen. Hierbei erfährt der Filterrückstand eine Einengung.